# T'Sabit
T'Sabit (in caratteri arabi: تسابيت) è una città dell'Algeria, capoluogo dell'omonimo distretto, nella provincia di Adrar.